# برنيق للطيران
برنيق للطيران هي شركة طيران ليبية، وتتخذ من مطار بنينا الدولي في بنغازي مقراً لعملياتها.

## تاريخ
في 15 ديسمبر 2018 أعلن مصرف التجارة والتنمية تأسيسسه لشركة طيران باسم «برنيق» بحصة 40% من رأسمالها البالغ 200 مليون د.ل. فيما باشرت الشركة أولى رحلاتها برحلة داخلية من مطار بنينا نحو العاصمة طرابلس يوم 4 مارس 2021.
في 30 أغسطس 2021، تسلمت الشركة طائرتها الثانية من طراز إيرباص إيه 320.

## الإدارة
| المدير             | فترة الإدارة     |
| ------------------ | ---------------- |
| عبد الهادي الزوي   | من 2018 إلى 2021 |
| عبد الكريم اليسيري | من 2021 إلى الآن |

## الوجهات
تقوم الشركة بتوفير رحلات داخلية في ليبيا، كما أن أسعارها تُعتبر مقبولة
| الوجهات المحلية | الوجهات الدولية |
| --------------- | --------------- |
| طرابلس          | تونس            |
| مصراتة          | مصر             |
| الأبرق          | تركيا           |

## الأسطول
| الطائرة        | الترقيم |
| -------------- | ------- |
| إيرباص إيه 320 | 5A-BRA  |
| إيرباص إيه 320 | 5A-BRB  |
| إيرباص إيه 320 | 5A-BRC  |
| إيرباص إيه 320 | 5A-BRD  |
| إيرباص إيه 320 | 5A-BRE  |
| إيرباص إيه 320 | 5A-BRF  |
| إيرباص إيه 330 | 5A-BRG  |

## أحداث حوادث
- في 9 نوفمبر 2022: أقلعت طائرة برنيق "5A-BRA" من مطار بنينا الدولي في رحلتها القاصدة مطار تونس قرطاج الدولي، بعد 15 دقيقة من الإقلاع وعلى ارتفاع 15000 قدم أصطدمت الطائرة بطير أدى إلى تشقق زجاج قمرة القيادة، عادت إثر الحادثة إلى مطار بنينا دون أضرار بشرية.[5]